# 75. ceremonia wręczenia nagród Brytyjskiej Akademii Filmowej
75. ceremonia wręczenia nagród Brytyjskiej Akademii Filmowej za rok 2021 odbyła się 13 marca 2022 roku w Royal Albert Hall w Londynie.
Nominowani zostali ogłoszeni 3 lutego 2022 roku.
Najwięcej nominacji (jedenaście) otrzymał film Diuna. Obraz ten dostał również najwięcej nagród – aż pięć, lecz nagrody za najlepszy film i reżyserię przypadły twórcom Psich pazurów.
Po raz pierwszy w historii nagrody, żadna z nominowanych do nagrody dla najlepszej aktorki w głównej roli nie została nominowana w tej samej kategorii do Oscara.

## Laureaci i nominowani
Laureaci nagród objęci są wytłuszczeniem.

### Najlepszy film
- Psie pazury – Jane Campion, Iain Canning(inne języki), Roger Frappier(inne języki), Tanya Seghatchian(inne języki) i Emile Sherman(inne języki)
  - Nie patrz w górę – Adam McKay i Kevin Messick
  - Diuna – Cale Boyter, Mary Parent(inne języki) i Denis Villeneuve
  - Licorice Pizza – Paul Thomas Anderson, Sara Murphy i Adam Somner
  - Belfast – Laura Berwick, Kenneth Branagh, Becca Kovacik i Tamar Thomas

### Najlepszy brytyjski film
(Nagroda im. Alexandra Kordy)
- Belfast – Kenneth Branagh, Laura Berwick, Becca Kovacik i Tamar Thomas
  - Ali & Ava(inne języki) – Clio Barnard(inne języki) i Tracy O’Riordan
  - Po miłości(inne języki) – Aleem Khan i Matthieu de Braconier
  - Punkt wrzenia(inne języki) – Philip Barantini, Bart Ruspoli, Hester Ruoff i James Cummings
  - Cyrano(inne języki) – Joe Wright, Tim Bevan(inne języki), Eric Fellner, Guy Heely i Erica Schmidt
  - Wszyscy mówią o Jamiem(inne języki) – Jonathan Butterell(inne języki), Peter Carlton, Mark Herbert(inne języki) i Tom MacRae(inne języki)
  - Dom Gucci – Ridley Scott, Mark Huffam, Giannina Scott(inne języki), Kevin J. Walsh(inne języki), Roberto Bentivegna(inne języki) i Becky Johnston(inne języki)
  - Ostatniej nocy w Soho – Edgar Wright, Tim Bevan(inne języki), Eric Fellner, Nira Park(inne języki) i Krysty Wilson-Cairns(inne języki)
  - Nie czas umierać – Cary Joji Fukunaga, Barbara Broccoli, Michael G. Wilson, Neal Purvis, Robert Wade i Phoebe Waller-Bridge
  - Pomiędzy(inne języki) – Rebecca Hall, Margot Hand, Nina Yang Bongiovi(inne języki) i Forest Whitaker

### Najlepszy film nieanglojęzyczny
- Drive My Car – Ryūsuke Hamaguchi i Teruhisa Yamamoto
  - To była ręka Boga(inne języki) – Paolo Sorrentino i Lorenzo Mieli
  - Matki równoległe – Pedro Almodóvar i Agustín Almodóvar(inne języki)
  - Mała mama(inne języki) – Céline Sciamma i Bénédicte Couvreur(inne języki)
  - Najgorszy człowiek na świecie – Joachim Trier i Thomas Robsahm(inne języki)

### Najlepsza reżyseria
- Jane Campion – Psie pazury
  - Paul Thomas Anderson – Licorice Pizza
  - Audrey Diwan – Zdarzyło się(inne języki)
  - Julia Ducournau – Titane
  - Ryūsuke Hamaguchi – Drive My Car
  - Aleem Khan(inne języki) – Po miłości(inne języki)

### Najlepszy scenariusz adaptowany
- Coda – Sian Heder(inne języki)
  - Drive My Car – Ryūsuke Hamaguchi i Takamasa Oe
  - Diuna – Eric Roth, Jon Spaihts(inne języki) i Denis Villeneuve
  - Córka – Maggie Gyllenhaal
  - Psie pazury – Jane Campion

### Najlepszy scenariusz oryginalny
- Licorice Pizza – Paul Thomas Anderson
  - Lucy i Desi(inne języki) – Aaron Sorkin
  - Belfast – Kenneth Branagh
  - Nie patrz w górę – Adam McKay
  - King Richard. Zwycięska rodzina(inne języki) – Zach Baylin

### Najlepszy aktor pierwszoplanowy
- Will Smith – King Richard. Zwycięska rodzina(inne języki) jako Richard Williams(inne języki)
  - Adeel Akhtar(inne języki) – Ali & Ava(inne języki) jako Ali
  - Mahershala Ali – Łabędzi śpiew jako Cameron Turner
  - Benedict Cumberbatch – Psie pazury jako Phil Burbank
  - Leonardo DiCaprio – Nie patrz w górę jako dr Randall Mindy
  - Stephen Graham – Punkt wrzenia(inne języki) jako Andy Jones

### Najlepsza aktorka pierwszoplanowa
- Joanna Scanlan(inne języki) – Po miłości(inne języki) jako Mary Hussain
  - Lady Gaga – Dom Gucci jako Patrizia Reggiani
  - Alana Haim(inne języki) – Licorice Pizza jako Alana Kane
  - Emilia Jones – Coda jako Ruby Rossi
  - Renate Reinsve – Najgorszy człowiek na świecie jako Julie
  - Tessa Thompson – Pomiędzy(inne języki) jako Irene Redfield

### Najlepszy aktor drugoplanowy
- Troy Kotsur – Coda jako Frank Rossi
  - Ciarán Hinds – Belfast jako Pop
  - Mike Faist(inne języki) – West Side Story jako Riff
  - Woody Norman(inne języki) – C’mon C’mon(inne języki) jako Jesse
  - Jesse Plemons – Psie pazury jako George Burbank
  - Kodi Smit-McPhee – Psie pazury jako Peter Gordon

### Najlepsza aktorka drugoplanowa
- Ariana DeBose – West Side Story jako Anita
  - Jessie Buckley – Córka jako Young Leda Caruso
  - Caitriona Balfe – Belfast jako Ma
  - Ann Dowd – Odkupienie(inne języki) jako Linda
  - Aunjanue Ellis – King Richard. Zwycięska rodzina(inne języki) jako Oracene „Brandy” Price
  - Ruth Negga – Pomiędzy(inne języki) jako Clare Bellew

### Najlepsza muzyka
(Nagroda im. Anthony’ego Asquitha)
- Diuna – Hans Zimmer
  - Nie patrz w górę – Nicholas Britell
  - Lucy i Desi(inne języki) – Daniel Pemberton(inne języki)
  - Kurier Francuski z Liberty, Kansas Evening Sun – Alexandre Desplat
  - Psie pazury – Jonny Greenwood

### Najlepsze zdjęcia
- Diuna – Greig Fraser(inne języki)
  - Zaułek koszmarów(inne języki) – Dan Laustsen
  - Nie czas umierać – Linus Sandgren
  - Psie pazury – Ari Wegner(inne języki)
  - Tragedia Makbeta(inne języki) – Bruno Delbonnel

### Najlepszy montaż
- Nie czas umierać – Tom Cross i Elliot Graham(inne języki)
  - Belfast – Úna Ní Dhonghaíle(inne języki)
  - Licorice Pizza – Andy Jurgensen
  - Diuna – Joe Walker
  - Summer of Soul(inne języki) – Joshua L. Pearson

### Najlepsza scenografia
- Diuna – Patrice Vermette(inne języki) i Zsuzsanna Sipos
  - Cyrano(inne języki) – Sarah Greenwood(inne języki) i Katie Spencer(inne języki)
  - Kurier Francuski z Liberty, Kansas Evening Sun – Adam Stockhausen i Rena DeAngelo(inne języki)
  - Zaułek koszmarów(inne języki) – Tamara Deverell i Shane Vieau(inne języki)
  - West Side Story – Adam Stockhausen i Rena DeAngelo(inne języki)

### Najlepsze kostiumy
- Cruella – Jenny Beavan
  - Cyrano(inne języki) – Massimo Cantini Parrini(inne języki)
  - Diuna – Robert Morgan i Jacqueline West(inne języki)
  - Kurier Francuski z Liberty, Kansas Evening Sun – Milena Canonero
  - Zaułek koszmarów(inne języki) – Luis Sequeira(inne języki)

### Najlepsza charakteryzacja i fryzury
- Oczy Tammy Faye(inne języki) – Linda Dowds, Stephanie Ingram i Justin Raleigh
  - Cyrano(inne języki) – Alessandro Bertolazzi(inne języki) i Siân Miller
  - Diuna – Love Larson(inne języki) i Donald Mowat(inne języki)
  - Cruella – Naomi Donne(inne języki) i Nadia Stacey
  - Dom Gucci – Frederic Aspiras, Jana Carboni, Giuliano Mariano i Sarah Nicole Tanno

### Najlepszy dźwięk
- Diuna – Ron Bartlett(inne języki), Theo Green(inne języki), Doug Hemphill(inne języki), Mark Mangini(inne języki) i Mac Ruth(inne języki)
  - Ostatniej nocy w Soho – Tim Cavagin(inne języki), Dan Morgan, Colin Nicolson i Julian Slater(inne języki)
  - Nie czas umierać – James Harrison, Simon Hayes(inne języki), Paul Massey(inne języki), Oliver Tarney(inne języki) i Mark Taylor
  - Ciche miejsce 2(inne języki) – Erik Aadahl(inne języki), Michael Barosky, Brandon Proctor(inne języki) i Ethan Van der Ryn(inne języki)
  - West Side Story – Brian Chumney, Tod A. Maitland(inne języki), Andy Nelson(inne języki) i Gary Rydstrom

### Najlepsze efekty specjalne
- Diuna – Brian Connor, Paul Lambert(inne języki), Tristan Myles(inne języki) i Gerd Nefzer(inne języki)
  - Free Guy – Swen Gillberg(inne języki), Bryan Grill(inne języki), Nikos Kalaitzidis i Dan Sudick(inne języki)
  - Pogromcy duchów. Dziedzictwo – Aharon Bourland, Sheena Duggal, Pier Lefebvre i Alessandro Ongaro
  - Matrix Zmartwychwstania – Tom Debenham, Huw J. Evans, Dan Glass i J. D. Schwalm(inne języki)
  - Nie czas umierać – Mark Bakowski, Chris Corbould(inne języki), Joel Green i Charlie Noble

### Najlepszy film animowany
- Nasze magiczne Encanto – Jared Bush(inne języki), Byron Howard(inne języki), Yvett Merino(inne języki) i Clark Spencer(inne języki)
  - Przeżyć(inne języki) – Jonas Poher Rasmussen i Monica Hellström
  - Luca – Enrico Casarosa(inne języki) i Andrea Warren
  - Mitchellowie kontra maszyny – Mike Rianda(inne języki), Phil Lord i Christopher Miller(inne języki)

### Najlepszy krótkometrażowy film animowany
- Do Not Feed the Pigeons – Antonin Niclass, Vladimir Krasilnikov i Jordi Morera
  - Kwestia smaku(inne języki) – Les Mills i Joanna Quinn(inne języki)
  - Night of the Living Dread – Danielle Goff, Hannah Kelso, Ida Melum i Laura Jayne Tunbridge

### Najlepszy film krótkometrażowy
- The Black Cop – Cherish Oleka
  - Femme – Sam H. Freeman, Ng Choon Ping, Sam Ritzenberg i Hayley Williams
  - The Palace – Jo Prichard
  - Stuffed – Joss Holden-Rea i Theo Rhys
  - Three Meetings of the Extraordinary Committee – Max Barron, Daniel Wheldon i Michael Woodward

### Najlepszy film dokumentalny
- Summer of Soul(inne języki) – Questlove, David Dinerstein, Robert Fyvolent i Joseph Patel
  - Podwodne życie Jacques’a Cousteau(inne języki) – Liz Garbus(inne języki) i Dan Cogan(inne języki)
  - Krowa(inne języki) – Andrea Arnold i Kat Mansoor
  - Przeżyć(inne języki) – Jonas Poher Rasmussen i Monica Hellström
  - Na ratunek(inne języki) – Elizabeth Chai Vasarhelyi, Jimmy Chin(inne języki), John Battsek(inne języki) i P. J. van Sandwijk

### Najlepszy debiut brytyjskiego scenarzysty, reżysera lub producenta
(Nagroda im. Carla Foremana)
- Zemsta rewolwerowca(inne języki) – Jeymes Samuel(inne języki) (scenarzysta/reżyser) [scenariusz również napisany przez Boaza Yakina]
  - Punkt wrzenia(inne języki) – James Cummings (scenarzysta) i Hester Ruoff (producent) [scenariusz także napisany przez Philipa Barantini i wyprodukowany przez Barta Ruspoli]
  - Po miłości(inne języki) – Aleem Khan (scenarzysta/reżyser)
  - Fantazje na klawisze: Beverly Glenn-Copeland – Posy Dixon (scenarzysta/reżyser) i Liv Proctor (producent)
  - Pomiędzy(inne języki) – Rebecca Hall (scenarzysta/reżyser)

### Najlepszy casting
- West Side Story – Cindy Tolan
  - Diuna – Francine Maisler
  - To była ręka Boga(inne języki) – Massimo Appolloni i Annamaria Sambucco
  - King Richard. Zwycięska rodzina(inne języki) – Rich Delia i Avy Kaufman(inne języki)
  - Punkt wrzenia(inne języki) – Carolyn McLeod

### Nagroda dla wschodzącej gwiazdy
- Lashana Lynch
  - Harris Dickinson(inne języki)
  - Ariana DeBose
  - Millicent Simmonds(inne języki)
  - Kodi Smit-McPhee

## Podsumowanie liczby nominacji
- 11 – Diuna
- 8 – Psie pazury
- 6 – Belfast
- 5 – Nie czas umierać, Licorice Pizza i West Side Story
- 4 – Pomiędzy(inne języki), Po miłości(inne języki), Punkt wrzenia(inne języki), King Richard. Zwycięska rodzina(inne języki), Nie patrz w górę i Cyrano(inne języki)
- 3 – Coda, Drive My Car, Kurier Francuski z Liberty, Kansas Evening Sun, Dom Gucci i Zaułek koszmarów(inne języki)

## Podsumowanie liczby nagród
- 5 – Diuna
- 2 – Coda, Psie pazury i West Side Story